# Nubios
Los nubios (en árabe: نوبي, nūbī), son un grupo etnolingüístico de africanos indígenas de la actual Sudán y el sur de Egipto, que se originan a partir de los primeros habitantes de la zona central del Valle del Nilo. Se considera una de las primeras cunas de la civilización. Hablan lenguas nubias, parte de las lenguas sudánicas orientales.
Los primeros asentamientos neolíticos del Egipto prehistórico se han encontrado en la región central de Nubia que data del 7000 a. C., y se cree que Wadi Halfa es el asentamiento más antiguo del valle central del Nilo. Partes de Nubia, como Ta-Seti —el primer nomo o región administrativa del antiguo Egipto—, fueron continuamente una parte del antiguo Egipto a lo largo de la era dinástica. Otras partes de Nubia, particularmente la Baja o la Alta Nubia, fueron a veces una parte del antiguo Egipto faraónico y otras veces un estado rival que representaba partes de Meroe o del Reino de Kush. Sin embargo, para la Dinastía XXV, toda Nubia estaba unida a Egipto, extendiéndose hasta lo que hoy es Jartum.
Hacia el final de la era dinástica, la Alta Nubia se separó de Egipto propiamente dicho. Durante ese tiempo, los nubios fundaron una dinastía que gobernó el Alto y Bajo Egipto en el siglo VIII a. C.. Como guerreros, los antiguos nubios eran famosos por su habilidad y precisión con el arco y flecha.
En el período medieval los nubios se convirtieron al cristianismo y establecieron tres reinos: Nobatia en el norte, Makuria en el centro y Alodia en el sur.
Hoy en día, los africanos de ascendencia nubia viven principalmente en el sur de Egipto, especialmente en la zona de Luxor y Asuán, y en el norte de Sudán, sobre todo en la región entre la ciudad de Wadi Halfa, en la frontera egipcio-sudanesa, y al Dabbah. Además, varios grupos conocidos como los nubios de las colinas viven en el norte de las montes Nuba en el estado de Kordofán del Sur, Sudán. Los principales grupos nubios de norte a sur son los Kenzi, Faadicha (Halfawi), Sukkot, Jaaliníes, Shaigiya, Mahas y Danagla.

## Etimología
A lo largo de la historia, varias partes de Nubia fueron conocidas por diferentes nombres, incluyendo el del antiguo Egipto:tꜣ stj «tierra del Arco»;tꜣ nḥsj, jꜣm «Kerma» con qes(a), qos(a) «Kush» con la griega Aethiopia. El origen de los nombres Nubia y Nubio están impugnados. Lo cierto es que, en última instancia, denotan procedencia geográfica más que origen étnico. Basándose en los rasgos culturales, muchos estudiosos creen que Nubia se deriva de la lengua egipcia antigua nbw «oro». El Imperio Romano usó el término Nubia para describir el área del Alto Egipto y el norte del Sudán. Otra etimología remonta el topónimo a un grupo distinto de personas, los nubios, que en tiempos más recientes habitaron la zona que se conocería como Nubia. La derivación del término nubio también se ha asociado al historiador griego Estrabón, que se refirió al pueblo nubio.

## Historia

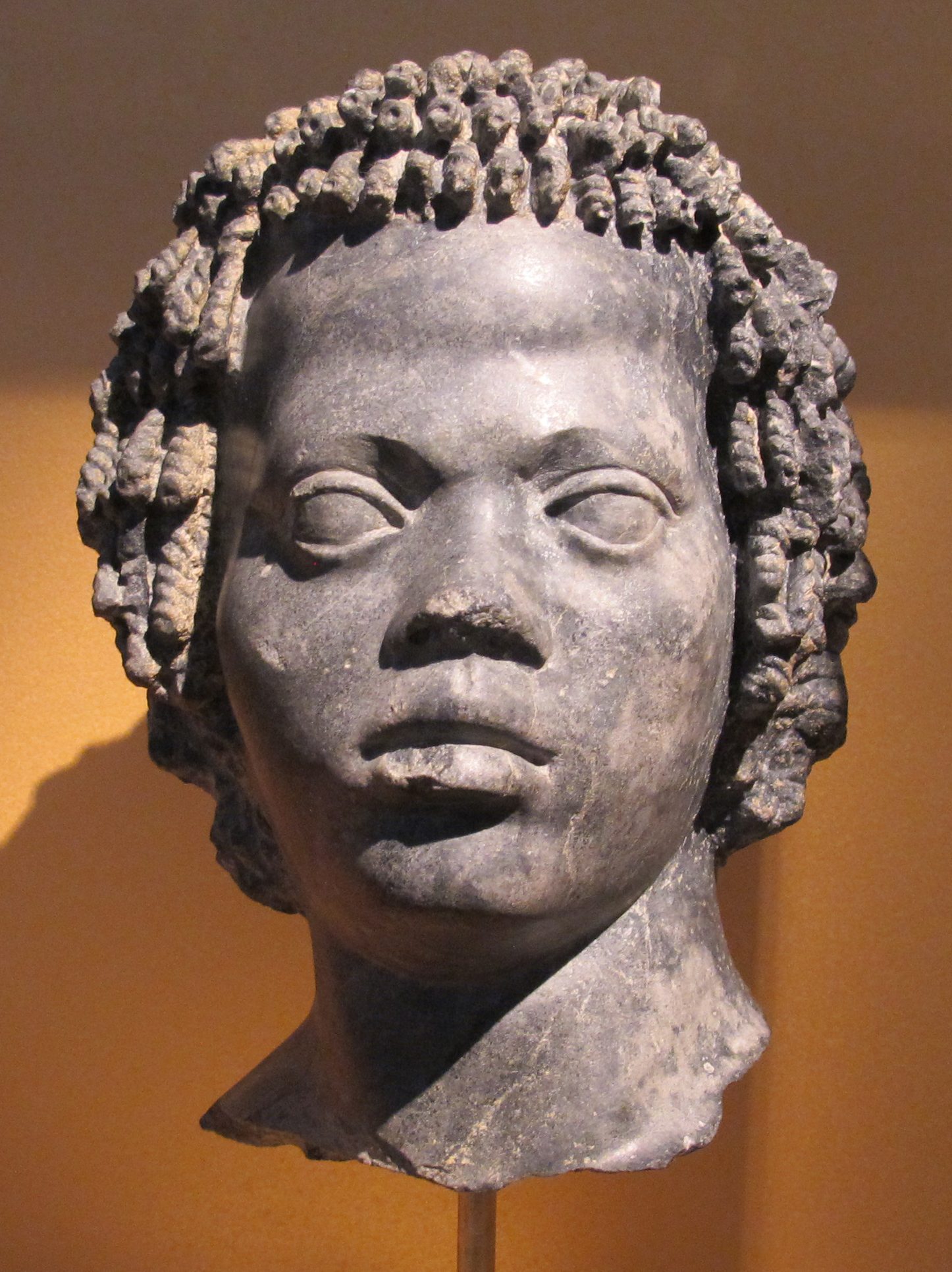
Retrato de mármol de un ciudadano de Nubia c. 120–100 a. C.

La prehistoria de Nubia data del Paleolítico hace unos 300,000 años. Alrededor de 6000 a. C., los pueblos de la región habían desarrollado una economía agrícola. Comenzaron a utilizar un sistema de escritura relativamente tardío en su historia, cuando adoptaron el sistema jeroglífico egipcio. La historia antigua en Nubia se clasifica de acuerdo con los siguientes períodos:

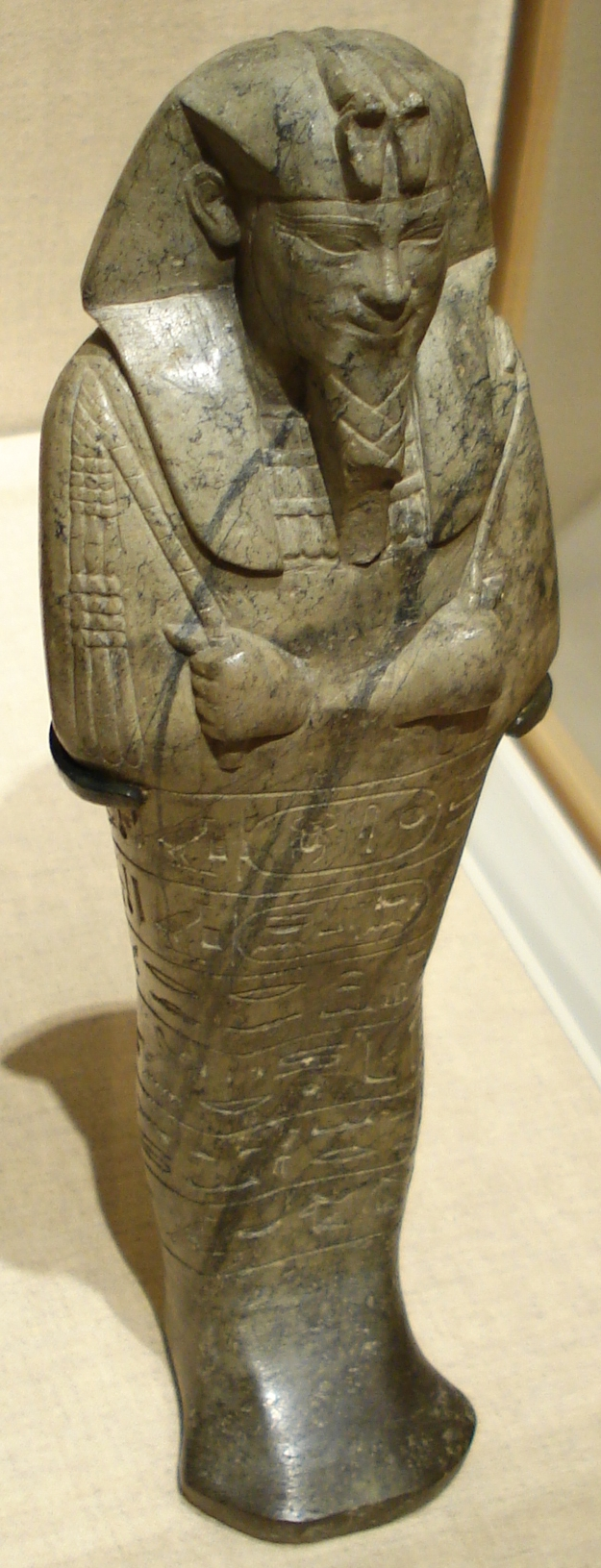
Estatuilla funeraria del rey Kushita Senkamanisken c. 643–623 a. C.

Cultura del grupo A (3700–2800 aC), cultura del grupo C (2300–1600), cultura Kerma (2500–1500), contemporáneos nubios del Nuevo Reino (1550-1069), la vigésimo quinta dinastía (1000–653), Napata (1000–275), Meroe (275 a. C. – 300/350 d. C.), Makuria (340–1317), Nobatia (350–650) y Alodia (600s - 1504).
Las afinidades lingüísticas de las primeras culturas nubias son inciertas. Algunas investigaciones han sugerido que los primeros habitantes de la región de Nubia, durante las culturas del Grupo C y Kerma, eran hablantes de lenguas pertenecientes a las ramas bereber y cushita, respectivamente, de la familia afroasiática. En cambio, investigaciones más recientes sugieren que la gente de la cultura Kerma hablaba lenguas nilo-saharianas de la rama sudania oriental, y que los pueblos de la cultura del Grupo C en su norte hablaban lenguas cushíticas. Fueron sucedidos por los primeros hablantes de idioma nubio, cuyas lenguas pertenecían a una rama separada de las lenguas sudánicas orientales dentro del hilo nilo-saharianas.  Una estela de victoria del siglo IV conmemorativa del rey axumita Ezana contiene inscripciones que describen dos grupos de población distintos que habitan en la antigua Nubia: una población «roja» y una población «negra».
Aunque Egipto y Nubia tienen una historia predinástica y faraónica compartida, las dos historias divergen con la caída del Antiguo Egipto y la conquista de Egipto por Alejandro Magno en el 332 a. C.. En este punto, el área de tierra entre la primera y la sexta catarata del Nilo se conocía como Nubia. 

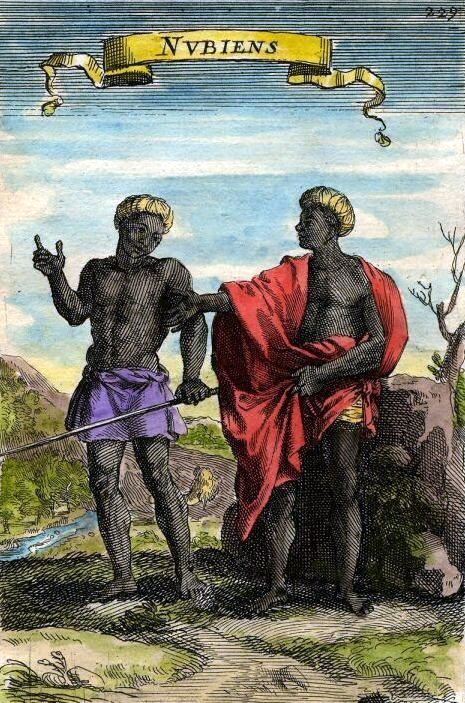
Imagen de nubios, 1683.

Egipto fue conquistado primero por los persas y nombrado la Sátrapa (provincia) de Mudriya, y dos siglos después por los griegos y luego los romanos. Durante el último período, sin embargo, los kushitas formaron el reino de Meroë, que fue gobernado por una serie de legendarias «Candaces» o Reinas. Míticamente, el Candace de Meroe pudo intimidar a Alejandro Magno para que se retirara con un gran ejército de elefantes, mientras que los documentos históricos sugieren que los nubios derrotaron al emperador romano Augusto César, lo que resultó en un tratado de paz favorable para Meroe. El reino de Meroe también derrotó a los persas, y más tarde la Nubia cristiana derrotó a los ejércitos árabes invasores en tres ocasiones diferentes, dando como resultado el tratado de paz de 600 años de Baqt, el tratado más duradero de la historia. La caída del reino Cristiano de Nubia ocurrió a principios de 1500, con el resultado de la islamización y la reunificación con Egipto bajo el Imperio Otomano, la dinastía Muhammad Ali y el dominio colonial británico. Después de la independencia de 1956 de Sudán de Egipto, Nubia y el pueblo nubio se dividieron entre el sur de Egipto y el norte de Sudán.

Una mujer nubia alrededor de 1900.

Los nubios modernos hablan lenguas nubias, lenguas sudánicas orientales que forman parte de la familia nilo-saharianas. El idioma nubio antiguo está documentado desde el siglo VIII y es el idioma más antiguo registrado en África fuera de la familia afroasiática. Era el idioma de los nómadas de Noba que ocuparon el Nilo entre las cataratas primera y tercera junto con los nómadas de Makorae que ocuparon la tierra entre las cataratas tercera y cuarta, tras el colapso del Reino de Kush en algún momento del siglo IV. Los makorae fueron una tribu separada que finalmente conquistó o heredó las tierras de los Noba: establecieron un estado influenciado por los bizantinos llamado Makuria, que administraba las tierras Noba por separado como la eparquía de Nobatia. Nobatia se convirtió al miafisismo por el sacerdote ortodoxo Julián y Longino de Constantinopla, y luego recibió a sus obispos del Papa de la Iglesia ortodoxa copta de Alejandría.
Nubia consistió en cuatro regiones con agricultura y paisajes variados. El río Nilo y su valle se encontraron en las partes norte y central de Nubia, lo que permitía la agricultura mediante riego. El Sudán occidental tenía una mezcla de agricultura campesina y nomadismo. El este de Sudán tenía principalmente nomadismo, con algunas áreas de riego y agricultura. Finalmente, estaba la región fértil pastoral del sur, donde se ubicaban las comunidades agrícolas más grandes de Nubia.
Nubia estaba dominada por reyes de clanes que controlaban las minas de oro. El comercio de productos exóticos de otras partes de África (marfil, pieles de animales) pasó a Egipto a través de Nubia.

## Lenguaje
Los nubios modernos hablan lenguas nubias. Pertenecen a la rama de Sudán Oriental del Nilo-Sahara. Pero existe cierta incertidumbre con respecto a la clasificación de los idiomas que se hablaban en Nubia en la antigüedad. Hay alguna evidencia de que las lenguas cushíticas se hablaban en partes de la Baja (norte) Nubia, una región antigua que se extiende a horcajadas en el sur de Egipto y el norte de Sudán, y que las lenguas sudanicas orientales se hablaban en la Alta y Central Nubia, antes de la propagación de la región oriental. Las lenguas sudanesas todaavía más al norte en la Baja Nubia.
Peter Behrens (1981) y Marianne Bechaus-Gerst (2000) sugieren que los pueblos antiguos de las civilizaciones del Grupo C y Kerma hablaban lenguas afroasiáticas de las ramas bereber y cusita, respectivamente. Proponen que el idioma nilo-sahariano nobiin hoy contiene una serie de palabras clave relacionadas con el pastoreo que son de origen bereber o lenguas cushitas, incluidos los términos de piel de oveja / cabra, gallina / gallo, recinto de ganado, mantequilla y leche. Esto, a su vez, se interpreta para sugerir que las poblaciones del Grupo C y Kerma, que habitaban el Valle del Nilo inmediatamente antes de la llegada de los primeros hablantes de Nubia, hablaban lenguas afroasiáticas.
Claude Rilly (2010, 2016) y Julien Cooper (2017), por otro lado, sugieren que los pueblos Kerma (de la Alta Nubia) hablaban lenguas nilo-saharianas de la rama oriental de Sudán, posiblemente ancestrales de la posterior lengua meroítica, que Rilly también sugiere que era nilo-sahariana. Rilly considera que la evidencia de la significativa influencia afroasiática temprana, especialmente bereber, en el nobiin es débil —cuando está presente, es más probable que se deba a palabras prestadas que al sustrato— y considera que la evidencia de la influencia substratal en el nobiin de una lengua sudanesa oriental ya extinta es más fuerte.
Julien Cooper (2017) sugiere que las lenguas nilo-saharianas de la rama del Sudán Oriental eran habladas por la gente de Kerma, las que están más al sur a lo largo del Nilo, al oeste, y las de isla de Sai al norte de Kerma, pero que las lenguas afroasiáticas —muy probablemente cusitas— eran habladas por otros pueblos de la Baja Nubia, como los Medjay y la cultura del Grupo C, que vivían en las regiones nubias al norte de Sai hacia Egipto y las del sureste del Nilo en Punt en el desierto oriental. Basándose en parte en un análisis de la fonología de los topónimos y nombres personales de las regiones relevantes conservados en los textos antiguos, argumenta que los términos de «Kush» e «Irem» —nombres antiguos de Kerma y su región al sur respectivamente— en los textos egipcios muestran rasgos típicos de las lenguas sudanesas orientales, mientras que los de más al norte, en la Baja Nubia y al este son más típicos de la familia afroasiática, señalando: «La Irem-list también proporciona un inventario similar al de Kush, situándolo firmemente en una zona del Sudán Oriental. Estas listas de Irem/Kush se distinguen de las listas de Wawat, Medjay, Punt y Wetenet, que proporcionan sonidos típicos de las lenguas afroasiáticas».
Tampoco está claro con qué familia lingüística está relacionada la antigua lengua meroítica. Kirsty Rowan sugiere que el meroítico, como el idioma egipcio, pertenece a la familia afroasiática. Ella basa esto en su inventario de sonido y fonotáctica, que, argumenta, son similares a las de las lenguas afroasiáticas y diferentes de las de las lenguas nilo-saharianas. Claude Rilly propone, basándose en su sintaxis, morfología y vocabulario conocido, que el meroítico, como el idioma nobiin, pertenece a la rama sudanica oriental de la familia nilo-sahariana.

## Nubios modernos

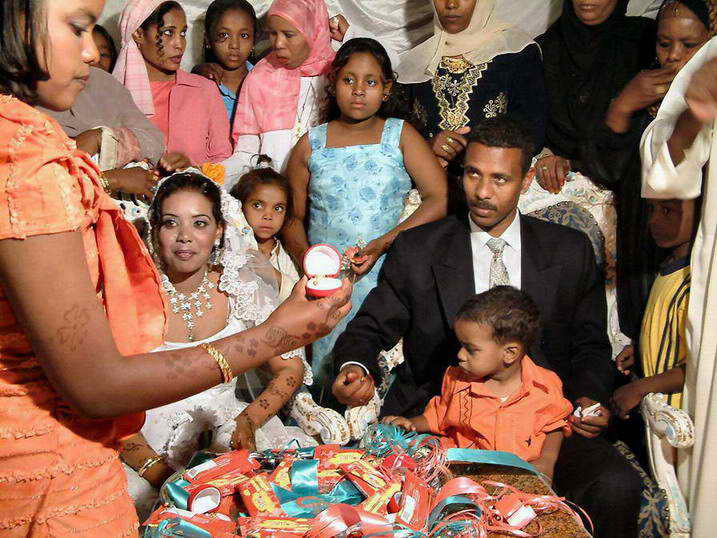
Boda de nubios cerca de Asuán.

Los descendientes de los antiguos nubios aún habitan el área general de lo que fue la antigua Nubia. Actualmente viven en lo que se llama Vieja Nubia, ubicada principalmente en el Egipto moderno. Los nubios se han reasentado en grandes cantidades —se estima que 50,000 personas— lejos del sur de Egipto desde la década de 1960, cuando se construyó la presa alta de Asuán en el Nilo, inundando tierras ancestrales. Algunos nubios reasentados continúan trabajando como agricultores (aparceros) en granjas de reasentamiento cuyos propietarios viven en otros lugares; La mayoría trabaja en las ciudades de Egipto. Mientras que el idioma árabe solo lo aprendieron hombres nubios que viajaban por trabajo, las mujeres nubias lo aprenden cada vez más y tienen acceso a la escuela, la radio y la televisión, cada vez trabajan más fuera de casa.
En la guerra árabe-israelí de 1973, Egipto empleó al pueblo nubio como co-designatarios.

## Cultura

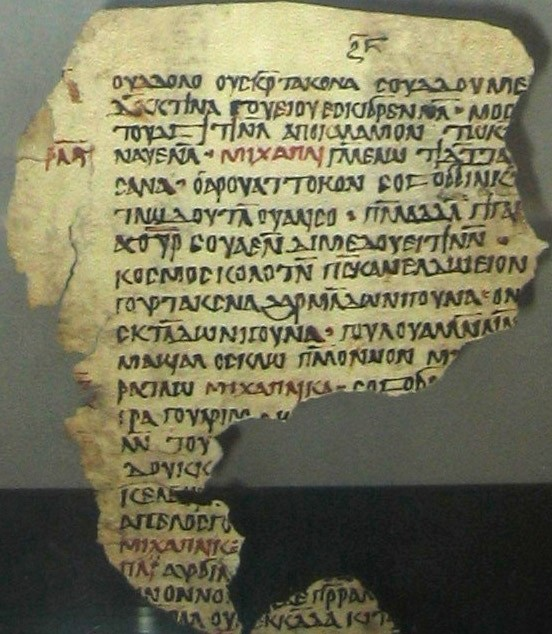
Antiguo manuscrito nubio.

Los nubios han desarrollado una identidad común, que se ha demostrado en la poesía, la novela, la música y la narración de cuentos.
Los nubios en el Sudán moderno incluyen los danagla alrededor de Dongola Reach, los mahas desde la Tercera Catarata hasta Wadi Halfa, y los sikurta alrededor de Asuán. Estos nubios escriben usando su propio patrón. También practican la escarificación: los hombres y mujeres mahas tienen tres cicatrices en cada mejilla, mientras que los danagla llevan estas cicatrices en sus sienes. Las generaciones más jóvenes parecen estar abandonando esta costumbre.
El antiguo desarrollo cultural de Nubia fue influenciado por su geografía. A veces se divide en la Alta Nubia y la Baja Nubia. La Alta Nubia era donde se encontraba el antiguo Reino de Napata (el Kush). La Baja Nubia ha sido llamada el «corredor de África», donde hubo contacto e intercambio cultural entre nubios, egipcios, griegos, asirios, romanos y árabes. La Baja Nubia fue también donde el Reino de Meroe floreció. Las lenguas habladas por los nubios modernos se basan en antiguos dialectos sudaneses. De norte a sur, lo son: Kenuz, Fadicha (Matoki), Sukkot, Mahas, Danagla.
Kerma, Napata y Meroe eran los mayores centros de población de Nubia. Las ricas tierras agrícolas de Nubia sostenían estas ciudades. Los antiguos gobernantes egipcios buscaban el control de la riqueza de Nubia, incluyendo el oro, y las importantes rutas comerciales dentro de sus territorios. Los vínculos comerciales de Nubia con Egipto condujeron a la dominación de Egipto sobre Nubia durante el período del Nuevo Reino. El surgimiento del Reino de Meroe en el siglo VIII a. C. hizo que Egipto estuviera bajo el control de los gobernantes nubios durante un siglo, aunque éstos conservaron muchas tradiciones culturales egipcias. Los reyes nubios eran considerados piadosos estudiosos y mecenas de las artes, copiando los antiguos textos egipcios e incluso restaurando algunas prácticas culturales egipcias. Después de esto, la influencia de Egipto disminuyó enormemente. Meroe se convirtió en el centro de poder de Nubia y los vínculos culturales con el África subsahariana ganaron mayor influencia.

### Religión

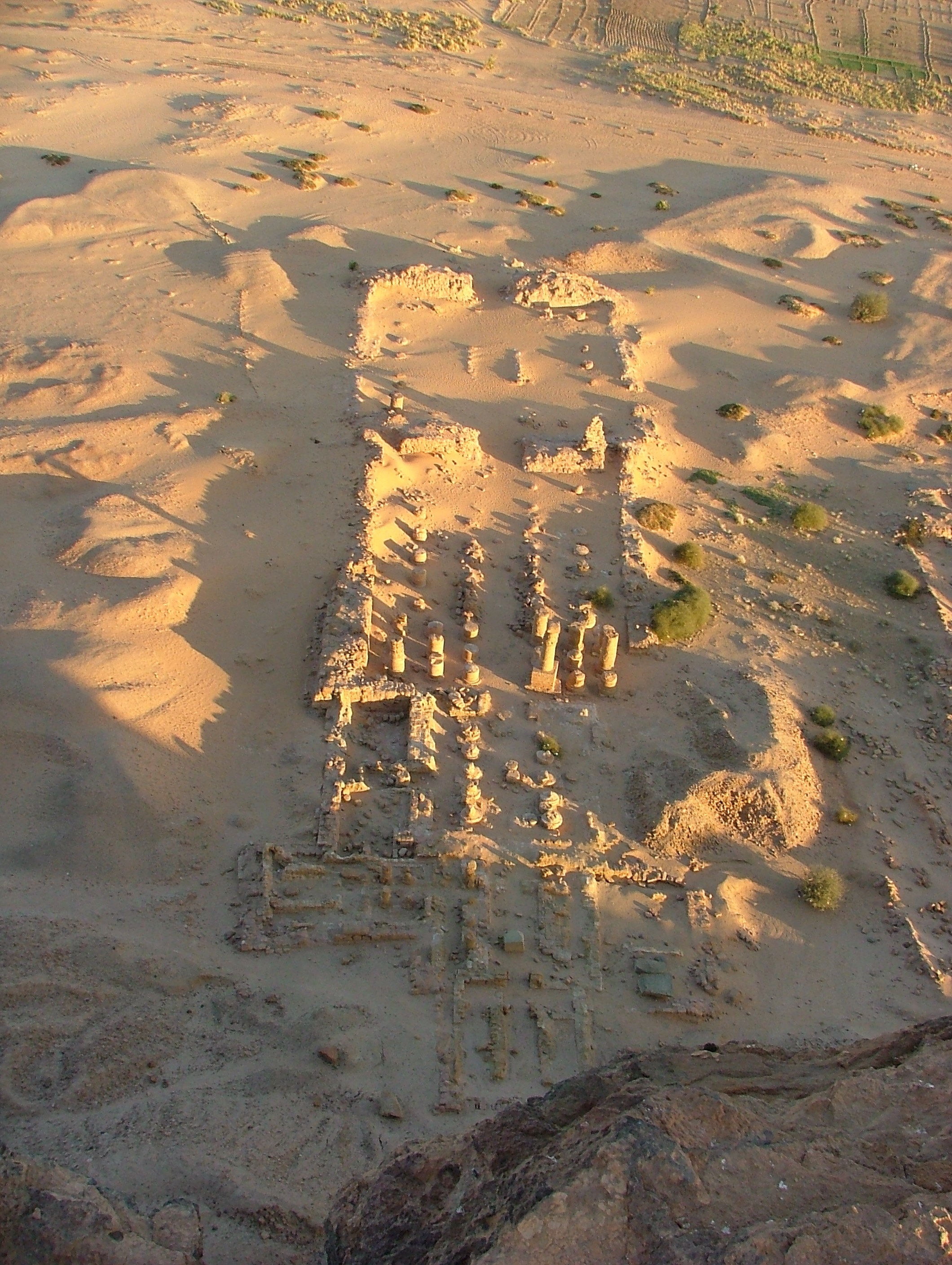
Restos del Templo de Amón en Gebel Barkal.

Los nubios practican el Islam. Hasta cierto punto, las prácticas religiosas nubias implican un sincretismo del Islam y las tradicionales creencias populares. En la antigüedad, los nubios practicaban una mezcla de religión tradicional y la religión egipcia. Antes de la difusión del Islam, muchos nubios practicaban el cristianismo.
A partir del siglo VIII, el islam llegó a Nubia, pero los cristianos y los musulmanes —que en aquella época eran principalmente comerciantes árabes— convivían pacíficamente (cita requerida). Con el tiempo, los nubios —siendo las élites nubias los primeros conversos— se convirtieron gradualmente al islam. En el siglo XVI, la mayoría de los nubios eran musulmanes.
El antiguo Napata era un importante centro religioso en Nubia. En él se encontraba Gebel Barkal, una enorme colina de arenisca que, a los ojos de los antiguos habitantes, parecía una cobra en ciernes. Los sacerdotes egipcios declararon que era el hogar de la antigua deidad Amón, realzando aún más a Napata como un antiguo sitio religioso. Este fue el caso tanto de los egipcios como de los nubios, las deidades egipcias como nubias fueron adoradas en Nubia durante 2.500 años, incluso mientras Nubia estaba bajo el control del Nuevo Reino de Egipto. Los reyes y reinas nubios fueron enterrados cerca de Gebel Barkal, en pirámides, como lo fueron los faraones egipcios. Las pirámides nubias fueron construidas en Gebel Barkal, en Nuri (al otro lado del Nilo desde Gebel Barkal), en El Kurru y en Meroe, al sur de Gebel Barkal.

## Arquitectura

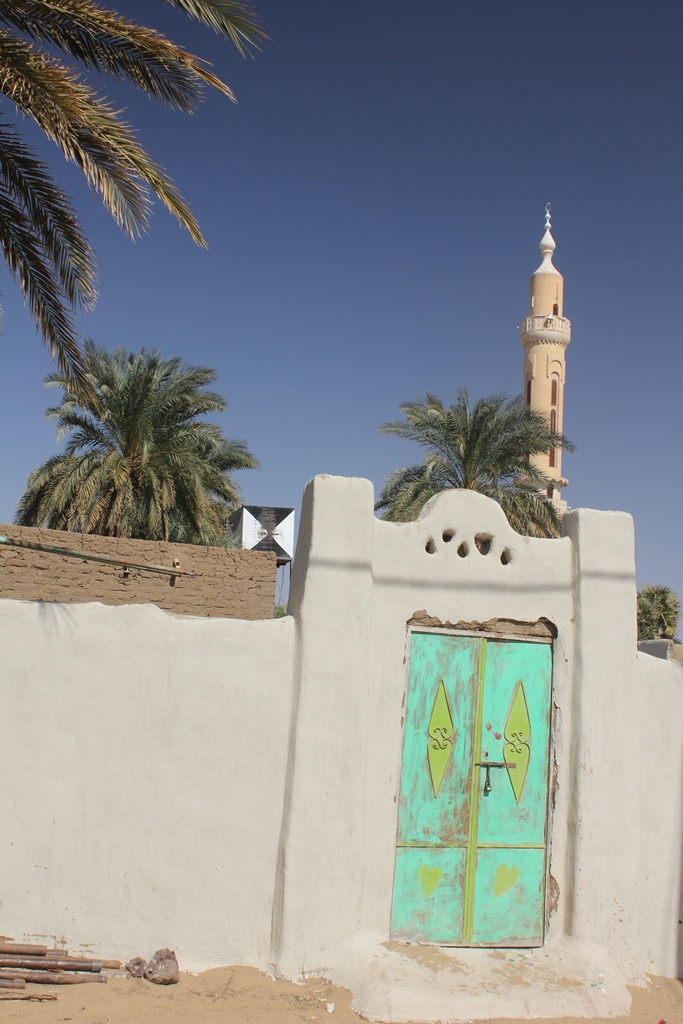
Puerta nubia decorada.

Se construyeron más pirámides y durante más tiempo en Nubia que en Egipto. Nubia contaba con 223 pirámides. Eran más pequeñas que las pirámides egipcias y su construcción general consistía en paredes empinadas, una capilla y una escalera orientadas al este y un acceso a la cámara a través de la escalera. Las pirámides nubias están reconocidas como Patrimonio de la Humanidad por la UNESCO.
La arquitectura nubia moderna en Sudán es distintiva, y normalmente se caracteriza por un gran patio rodeado por una alto muro. Una gran puerta decorada, preferentemente orientada hacia el Nilo, domina la propiedad. El estuco de colores vivos suele estar decorado con símbolos relacionados con la familia que se encuentra en el interior, o con motivos populares como patrones geométricos islámicos, palmeras o el mal de ojo que aleja la mala suerte.
Una característica destacada de las iglesias nubias son las bóvedas (cúpula) hechas de ladrillos de barro. La estructura de ladrillo de barro fue recuperada por el arquitecto egipcio Hassan Fathy después de redescubrir la técnica en el pueblo nubio de Abu al-Riche. La tecnología es defendida por los ambientalistas como «amigable» con el medio ambiente y sostenible, ya que hace uso de la tierra pura sin necesidad de madera.

## Nubios notables
- Alara de Nubia, fundador de la Dinastía XXV de Egipto.
- Taharqa, faraón de la Dinastía XXV.
- Amanitore, kandake (reina) del Reino de Kush centrado en Meroe.
- Yaafar al-Numeiry, expresidente sudanés.
- Mohamed Mounir, cantante egipcio de Nubia, conocido como El Rey.
- Hamza El Din, cantante y musicólogo.
- Abdallah Khalil, ex primer ministro sudanés, cofundador de la Liga de la Bandera Blanca, cofundador y exsecretario general del Partido Umma.
- Anwar el-Sadat, presidente de Egipto que dirigió el país durante la guerra árabe-israelí de 1973.
- Mohamed Hussein Tantawi, mariscal de campo egipcio y estadista, comandante en jefe de las Fuerzas Armadas de Egipto, jefe de Estado de facto de Egipto.
- Muhammad Ahmad, jeque sufí del siglo XIX y líder revolucionario.
- Shikabala, futbolista egipcio.
- Fathi Hassan, artista pintor.
- Ali Ghazal, futbolista egipcio.